# Crise congolaise
Ne pas confondre avec la Première guerre du Congo, 1996-1997, ou la Deuxième guerre du Congo, 1998-2002
 (mai 2010).
Si vous disposez d'ouvrages ou d'articles de référence ou si vous connaissez des sites web de qualité traitant du thème abordé ici, merci de compléter l'article en donnant les références utiles à sa vérifiabilité et en les liant à la section « Notes et références ».
Décolonisation de l'Afrique
Guerre froide
La crise congolaise est une période de troubles politiques et de conflit ayant eu lieu en république du Congo (aujourd'hui république démocratique du Congo) entre 1960 et 1965. La crise commence presque immédiatement après l'indépendance du pays et prend fin avec l'accession à la présidence de Mobutu.
Consistant en plusieurs crises gouvernementales et guerres civiles, la crise congolaise fait partie des nombreuses guerres par procuration de la Guerre froide au cours desquelles les États-Unis et l'Union soviétique apportent leur soutien matériel, financier et logistique à des groupes militaires opposés. Plus de 100 000 personnes trouvent la mort pendant la crise.
L'émergence d'un mouvement national dans le Congo belge exigeant la fin de la domination coloniale belge mène le pays vers son indépendance acquise le 30 juin 1960. Peu de préparatifs ont lieu, et des questions primordiales relatives au nouvel État comme le statut des ethnies ou l'organisation du fédéralisme restent sans solution. Au cours de la première semaine de juillet, une mutinerie éclate dans l'armée, suivie d'une escalade de la violence entre civils blancs et noirs. En réponse, la Belgique envoie des troupes pour protéger la population blanche. Soutenues par la Belgique, deux régions du Congo font sécession : le Katanga (État du Katanga) et le Sud-Kasaï. L'état d'instabilité et de violence pousse l'Organisation des Nations unies (ONU) à déployer des casques bleus pour maintenir la situation sous contrôle, mais le secrétaire général Dag Hammarskjöld refuse d'utiliser ces troupes pour aider le gouvernement central de Léopoldville à combattre les séparatistes. Patrice Lumumba, le Premier ministre et chef charismatique du groupe nationaliste le plus influent, réagit à cela en demandant une assistance de l'Union soviétique, qui répond promptement en envoyant des conseillers militaires et en fournissant un soutien logistique.
L'implication des Soviétiques est très controversée au sein du gouvernement congolais et aboutit à un désaccord majeur entre Lumumba et le président Joseph Kasa-Vubu. Le général Mobutu, commandant des armées, réagit à cette situation par un coup d'État. Il expulse alors les conseillers soviétiques et forme un nouveau gouvernement, qu'il place sous son contrôle. Un gouvernement rival, fondé par Antoine Gizenga et les partisans de Lumumba dans la ville de Stanleyville, à l'est, recueille le soutien soviétique mais est rapidement battu en 1962. Pendant ce temps, l'ONU adopte une position plus agressive envers les séparatistes après la mort de Hammarskjöld dans un accident d'avion en 1961. Grâce au soutien des casques bleus, Léopoldville réussit à vaincre les mouvements séparatistes du Katanga et du Sud-Kasaï en 1963.
Après l'affirmation du contrôle du gouvernement central sur les régions du Katanga et du Sud-Kasaï, une constitution conciliante de compromis est adoptée. Le leader du Katanga exilé, Moïse Tshombe, est rappelé pour diriger le gouvernement d'intérim en l'attente de nouvelles élections. Avant l'organisation de ces dernières, une rébellion éclate dans l'est du pays. Des révolutionnaires d'inspiration marxiste, les Simbas, s'emparent de l'est du pays et proclament une « république populaire du Congo » communiste à Stanleyville. Alors que les forces gouvernementales gagnent peu à peu du terrain face aux Simbas, l'intervention militaire de la Belgique et des États-Unis en novembre 1964 pour secourir des otages capturés par les rebelles, scelle la défaite définitive de la rébellion Simba et la dissolution du mouvement.
Après les élections de mars 1965, une lutte pour le pouvoir émerge entre Tshombe et Kasa-Vubu et cause la paralysie du gouvernement. Le général Mobutu organise alors un second coup d'État en novembre 1965, qui lui permet de rétablir un contrôle personnel sur le pays. Sous le régime de Mobutu, le Congo (renommé Zaïre en 1971) demeure une dictature personnelle jusqu'à son renversement, en 1997.

## Contexte
Avant l'établissement de la première république en 1960, les élites congolaises ont formé des organisations semi-politiques qui se constituent progressivement en partis politiques réels militant pour l'indépendance. Ces organisations ont généralement pour base l'une de ces trois origines : communauté ethnique, communauté d'études, intellectualisme urbain.
La plus importante de ces organisations est l'Alliance des Bakongo (ABAKO), fondée en 1950, qui est une association ethnique fondée pour promouvoir les intérêts et la langue des Bakongo (ou Kongo). L'ABAKO, dirigée par Joseph Kasa-Vubu au cours de la crise, est à la tête des demandes les plus insistantes pour l'indépendance et le fédéralisme. D'autres organisations moins connues sont Liboke lya Bangala et la Fédékaléo – qui comprennent des personnes originaires du Kasaï. Cette dernière se scinde par après en différentes organisations plus petites. Bien que ces organisations défendent des intérêts issus des provinces, elles sont cependant basées à Léopoldville, une des raisons d'être de leur création étant la nécessité de maintenir des liens entre les groupes d'origine et les nombreux immigrés dans la capitale.
D'autres groupes sont les différentes associations Alumni — dont les membres se recrutent parmi les anciens étudiants des écoles catholiques congolaises. De nombreux dirigeants politiques viennent de ces associations, dont les réseaux sont fort développés.
La troisième origine de ces groupes politiques sont les Cercles, des associations qui se développent dans les villes congolaises, qui ont l'ambition de développer la solidarité entre les évolués (élites éduquées). Selon Patrice Lumumba, le dirigeant des cercles de Stanleyville, les cercles sont créés pour « développer la formation intellectuelle, sociale, morale et physique » des évolués.

### Le plan de 30 ans
Au début des années 1950, la Belgique est progressivement mise sous pression pour transformer le Congo belge en un État souverain. La Belgique a en effet signé l'article 73 de la Charte des Nations unies, qui encourage l'autodétermination des peuples, et les superpuissances poussent également à une révision du statut du Congo. Les gouvernements belges ne s'aventurent pas davantage en cette direction. Cependant, le professeur A.J. Van Bilsen publie en 1955 une étude intitulée Plan de 30 ans pour l'émancipation politique de l'Afrique belge. La durée attendue pour le déroulement de ce plan, est la durée qu'escomptait Van Bilsen pour la formation et la mise en place d'élites locales capables d'assurer la gestion de l'État. Le gouvernement belge et de nombreux évolués sont sceptiques à propos de ce plan, les premiers refroidis par la perspective d'abandonner le pays, et les seconds par l'importance de la durée de cette transition. Un groupe d'évolués catholiques répond cependant positivement à ce plan par un manifeste publié dans un journal congolais, la Conscience africaine, le seul point contesté étant la faiblesse de la participation locale dans la mise en place de ce plan. L'association ethnique ABAKO décide de prendre ses marques à l'égard de ce plan, en partie à cause du fait que nombre de ces évolués catholiques ne sont pas d'origine ethnique Bakongo dont l'ABAKO défend les intérêts, mais aussi parce qu'elle défend des positions plus radicales, et moins graduelles quant à la fin du colonialisme. L'ABAKO demande la mise en place immédiate d'un pouvoir indépendant pour le Congo.

### L'indépendance
À partir de 1955, la Belgique prend l’initiative de décoloniser le Congo. Initialement, dans l'esprit de l'administration belge, l’indépendance doit avoir lieu entre 1980 et 2000 ; mais l’indépendance des colonies françaises et les émeutes du 4 janvier 1959 accélèrent le processus. Au cours de la table ronde de Bruxelles, l’indépendance est fixée au 30 juin 1960. Il n'y a alors que trente universitaires diplômés dans le pays, mais 466 étudiants congolais dans les deux premières universités d'Afrique centrale (à Léopoldville et à Elisabethville) et 76 dans certaines universités européennes. De plus, le Congo compte plus d'un millier de diplômés en médecine, pédagogie, agronomie, science vétérinaire, en technologie et en théologie, et le taux de scolarisation (55 %) y est le plus haut de tous les pays « tropicaux », ainsi que le nombre d'écoles par rapport à la population (une pour 75 élèves), le plus haut niveau d'instruction (50 à 55 %) et les plus fortes dépenses pour l'enseignement (en 1958 et 1959, 2 100 millions de francs annuellement, soit 15 % du budget).
Le 29 juin 1960, une tentative de proclamer l’indépendance du Katanga est déjouée par les services secrets belges. L’indépendance de la république du Congo (Congo-Léopoldville) est proclamée le 30 juin 1960, avec Joseph Kasa-Vubu comme Président et Patrice Lumumba comme Premier ministre. Le pays partage son nom avec celui de la république du Congo à l'ouest, une colonie française ayant gagné son indépendance en 1960 également ; elles sont distinguées par le nom de leur capitale, Congo (Léopoldville) et Congo (Brazzaville).

## Déroulement de la crise

Carte des parties contrôlées par les acteurs de la crise congolaise : en bleu, le gouvernement de Léopoldville ; en rouge le gouvernement de rébellion basé à Stanleyville ; en vert le Katanga autonome ; en jaune le Kasaï indépendant.

### La première république
Des élections législatives, sénatoriales et provinciales se déroulent du 11 au 22 mai 1960 au Congo belge, actuelle république démocratique du Congo. Les élections précèdent de peu l'indépendance prise sur la Belgique le 30 juin 1960. Les élections ont pour résultats des assemblées nationales et provinciales fortement fragmentées, les partis politiques s'établissant presque tous uniquement dans leurs fiefs électoraux. De ce morcellement, une coalition menée par le Mouvement national congolais de Patrice Lumumba parvient à réunir une majorité dans les deux chambres. Lumumba est ainsi nommé Premier Ministre et forme le premier gouvernement du Congo indépendant, tandis que Joseph Kasa-Vubu de l'Alliance des Bakongo en est élu le premier président par le parlement.

### Mutineries
Malgré la proclamation de l'indépendance politique, le nouvel État ne dispose que de peu d'officiers nationaux, et des officiers étrangers restent en place en l'attente de la formation des élites nationales. Le 5 juillet 1960, l'armée (la Force Publique) basée à proximité de Léopoldville se mutine contre les officiers blancs et attaque différentes cibles européennes. Il y eut de nombreuses exactions, dont des meurtres et des viols. Ceci cause une grande inquiétude, car 100 000 Européens vivent au Congo, la plupart dans la capitale, et cet événement brise la crédibilité du nouveau gouvernement qui se montre incapable de contrôler sa propre armée.
Ceci conduit immédiatement à une intervention militaire au Congo par la Belgique pour assurer la sécurité de ses citoyens. Le retour des forces militaires belges est une violation claire de la souveraineté nationale du nouvel État, l'aide de la Belgique n'ayant pas été demandée.

### La sécession du Katanga

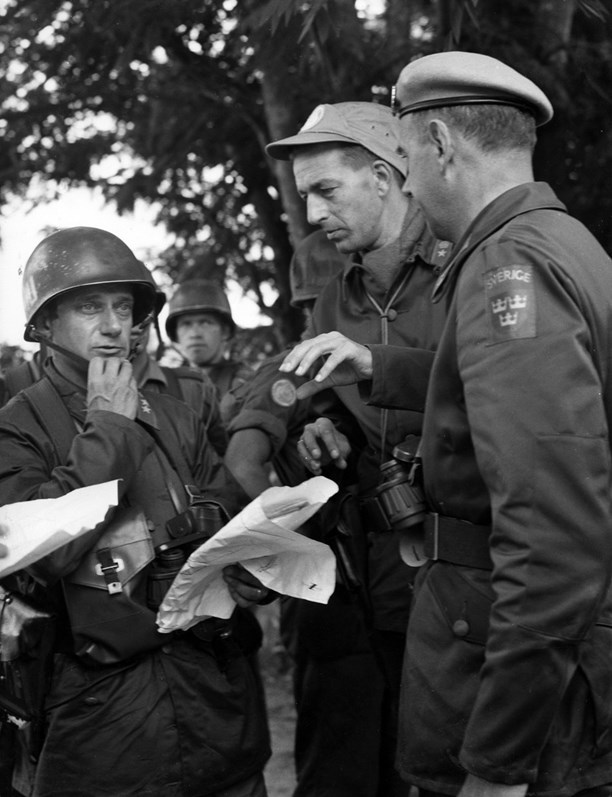
5 janvier 1963 : les troupes suédoises de l’Opération des Nations unies au Congo préparent l’attaque de Kamina au Katanga.

La province méridionale du Katanga, riche en minerais de toute nature, déclare son indépendance sous le nom d'État du Katanga. Son dirigeant, Moïse Tshombe, est un ennemi de longue date de Patrice Lumumba. Tshombe est un proche des compagnies industrielles et minières qui exploitent notamment dans la province le cuivre, l'or et l'uranium, et qui craignent de voir disparaître la source même de leur existence, car il croit que Lumumba allait nationaliser les mines du pays. Sans le Katanga, le Congo voit son économie amputée.
Tshombe proclame, le 11 juillet, l’indépendance du Katanga et se proclame, lui-même, par la même occasion, président du nouvel État du Katanga. Les Katangais d’origine (Lunda, Minungu, Basonge...) commencent immédiatement, sous l’égide de Tshombe et Godefroid Munongo, à persécuter les Katangais d’origine kasaïenne, ceux-ci sont tués ou expulsés au Kasaï notamment dans la ville de Bakwanga (aujourd’hui Mbuji-Mayi).

### Premier coup d'état de Mobutu
La crise est aggravée par la rivalité entre Kasa-Vubu et Lumumba. La virulence de l'anti-occidentalisme de ce dernier lui valent à l'époque des accusations de sympathie communistes, aggravée par sa méfiance envers les troupes Onusiennes qu'il suspecte de protéger les états sécessionnistes pro-occidentaux, le secrétaire général Dag Hammarskjöld refusant de les attaquer en coopération avec l'armée congolaise. L'incident mène alors Lumumba à demander une assistance à l'Union soviétique , qui envoie des conseillers. La République arabe unie envoie à cette occasion elle aussi des conseillers militaires au régime de Lumumba.
La crise se transforme en impasse politique le 5 septembre lorsque Kasa-Vubu révoque Lumumba et le remplace par Joseph Ileo, un modéré. Lumumba réagit en déclarant la procédure anticonstitutionnelle, et annonce en retour la déposition de Kasa-Vubu. Les désirs des deux hommes restant verbaux, l'impasse se poursuit plusieurs jours avant que le parlement ne finisse le 13 septembre par voter les pleins pouvoirs à Lumumba, tout en statuant que les deux hommes doivent conserver leurs postes respectifs. Le lendemain, Kasa-Vubu nomme Mobutu Commandant en chef de l’armée.

### L'assassinat de Lumumba
Soixante-sept jours après sa prise de pouvoir, Patrice Lumumba est démis par le Président Joseph Kasa-Vubu. Lumumba, à son tour, essaye vainement de destituer Kasa-Vubu. Lumumba est dès lors placé en résidence surveillée à la résidence du Premier ministre.
Lumumba décide alors de s'échapper. Il quitte sa résidence caché dans la voiture diplomatique d'un visiteur, il prend la route en direction de Stanleyville. Mobutu, à la tête de l'armée, lance ses troupes à sa poursuite. Lumumba est finalement rattrapé alors qu'il traverse la rivière Sankuru, et capturé par des soldats fidèles à Mobutu. Cette tentative d'évasion est en partie orchestrée par les services secrets égyptiens sur demande de Gamal Abdel Nasser, soutien historique de Lumumba.
Lumumba appelle les troupes locales des Nations unies à son secours. Celles-ci refusent de lui venir en aide sur ordre du commandement de New York. Il est d'abord amené à Léopoldville, où il est battu et humilié devant journalistes et diplomates. D'autres mauvais traitements se suivent à la villa de Mobutu. Le Premier ministre élu est battu devant les caméras de télévision. Lumumba est ensuite transféré à Thysville, à 150 km de Léopoldville avec deux partisans, Joseph Okito, vice-président du Sénat, et Maurice Mpolo, ministre de la Jeunesse et des Sports.
Les Belges décident d'une issue plus brutale par télégraphe, en livrant Lumumba à son pire ennemi, le Président du Katanga Moïse Tshombe. Le télégramme dit : « Il faut livrer Satan au juif ».
Lumumba et ses ministres sont battus également au cours du vol qui les emmenaient à Élisabethville le 17 janvier 1961. Ils sont livrés aux soldats katangais commandés par des officiers belges, et conduits à la Villa Brouwe où l’attendent Tshombe et ses ministres, ceux-ci les giflent et leur crachent au visage. Ils sont gardés et brutalisés à plusieurs reprises. Après cela, le Président Tshombe et son cabinet statuent sur leur sort.
La même nuit, Lumumba est emmené dans la savane hors de la ville. Le convoi s'arrête à côté d'un grand arbre. Trois pelotons d'exécution ont été également amenés, commandés par un officier belge. Un autre officier belge commande le peloton d'exécution. Lumumba et deux de ses compagnons issus du gouvernement sont alignés contre l'arbre et exécutés. Le Président Tshombe et deux de ses ministres assistent aux exécutions successives. Le corps des trois individus sont ensuite coupés en morceaux, trempés dans de l’acide et brûlés.
Rien n'est dit pendant trois semaines, même si la rumeur de leur mort se propage rapidement. La mort de Lumumba est annoncée sur une radio katangaise, et travestie sous une histoire peu plausible incluant une évasion et un assassinat par des villageois hors contrôle.
En janvier 2014, le département d'Etat des États-Unis reconnait son implication dans le renversement et l'assassinat de Patrice Lumumba.

### Période 1961-1965
Suit une période de grande instabilité où, avec l'aide de l'ONU, le gouvernement de Kinshasa reprend peu à peu le contrôle de la totalité du pays (cf en particulier la fin de la Sécession du Katanga et de la Rébellion Simba). Les premiers ministres, dont Moïse Tshombé, se succèdent jusqu'à ce que Mobutu mène le 24 novembre 1965 un deuxième coup d’État militaire qui, cette fois, renverse le président Kasa-Vubu. 

### Mobutu et la Deuxième République
En 1965, Mobutu prend le pouvoir avec l'accord des pays occidentaux, qui le voient comme un rempart contre le communisme en Afrique. Il instaure un parti unique, à l'exclusion de toutes les autres formations politiques.
À cette époque, Che Guevara arrive au Congo. Che se place sous le commandement du jeune Laurent-Désiré Kabila, qui opère dans la région de Fizi, et qui prend le pouvoir quelques trente années plus tard. Selon Che Guevara, son aventure congolaise est un fiasco, et il retourne rapidement à Cuba.
En 1967, Moïse Tshombé organise un coup d'État contre Mobutu, en collaboration avec les mercenaires de Bob Denard et Jean Schramme. Le putsch est un désastre, les populations de Kinshasa restant fidèles au président. Schramme, qui a rang de colonel dans l'armée katangaise, fait retraite vers l'Est, à Stanleyville (aujourd'hui Kisangani), puis vers Bukavu, à la frontière rwandaise, qu'il occupe le 10 août. Là, son armée composée de cent vingt-trois mercenaires et de six cents gendarmes katangais affronte du 29 octobre au 5 novembre 1967 les troupes de l'Armée nationale congolaise, vingt fois supérieure en nombre, commandée par le général Léopold Massiala. Pliant sous le nombre, manquant de munitions, lachée par Bob Denard, épaulée par des soldats katangais complètement épuisés, l'armée de Schramme se replie au Rwanda, où elle est démobilisée.
Ainsi, Mobutu devient le maître incontesté du pays pour plus de trois décennies, à la tête de l'un des régimes africains les plus durs, les plus corrompus et les plus dictatoriaux. Malgré les nombreuses ressources naturelles du pays (cuivre, or, diamants...), une grande partie de la population continua à vivre dans la pauvreté. Mobutu, quant à lui, amassa une fortune personnelle estimée à 5 milliards de dollars.
Après avoir renommé le pays Zaïre en 1971, Mobutu poursuivit la purge des restes du colonialisme en instituant la zaïrianisation. Beaucoup de personnes éliminèrent leur nom occidental et les plus grandes industries furent nationalisées.
Mobutu resta au pouvoir jusqu'au printemps 1997.

## Voir également
- Crise politique de 2016 en république démocratique du Congo
- Opération des Nations unies au Congo
- Histoire de la république démocratique du Congo
- Mercenaire Mike Hoare "4 Commando" et "5 Commando"
- Stanleyville
- Rébellion Simba
- Accident du DC-6 des Nations Unies à Ndola

### En français
- Bouvier, P., L'accession du Congo-Belge à l'indépendance, Bruxelles, ULB, 1965.
- Braeckman, C. et alii, Congo-Zaïre : la colonisation, l'indépendance, le régime Mobutu et demain, Bruxelles, GRIP, 1990.
- Gérard-Libois, J., Sécession au Katanga, Bruxelles, CRISP, 1963.
- Honorin, Michel, La fin des mercenaires : Bukavu novembre 1967, Laffont, 1968

### En anglais
- De Witte, Ludo. (2001) The Assassination of Lumumba, Verso. Publication of book resulted in Belgian parliamentary commission and official apology from Belgium for role in the assassination of Lumumba.
- Epstein, Howard (ed). (1974) Revolt in the Congo, 1960-1964, Armor Books. Essays by various authors.
- George Martelli, Leopold to Lumumba : a history of the Belgian Congo, 1877-1960..
- Gondola, Ch. Didier. (2002) The History of Congo, Greenwood Press,  (ISBN 0-313-31696-1).
- Kanza, Thomas. (1979) The Rise and Fall of Patrice Lumumba, Schenkman.
- Legum, Colin. (1961) Congo Disaster, Penguin Books.
- Lemarchand, René, (1964) Political Awakening in the Belgian Congo, University of California Press.
- Lumumba, Patrice. (1962) Congo, My Country, Pall Mall Press. Speeches and selected writing by Lumumba.
- Weiss, Herbert. (1967) Political Protest in the Congo: The Parti Solidaire Africain during the Independence Struggle, Princeton University Press.
- Weissman, Stephen R. (1974) American Foreign Policy in the Congo, 1960-1964, Cornell University Press.